# Геленово-Старе
Геленово-Старе (пол. Helenowo Stare) — село в Польщі, у гміні Пшасниш Пшасниського повіту Мазовецького воєводства.
Населення — 90 осіб (2011).
У 1975-1998 роках село належало до Остроленцького воєводства.

## Демографія
Демографічна структура станом на 31 березня 2011 року:
|          | Загалом | Допрацездатний вік | Працездатний вік | Постпрацездатний вік |
| -------- | ------- | ------------------ | ---------------- | -------------------- |
| Чоловіки | 47      | 10                 | 33               | 4                    |
| Жінки    | 43      | 10                 | 24               | 9                    |
| Разом    | 90      | 20                 | 57               | 13                   |